# Allée Françoise-d'Eaubonne
L'allée Françoise-d'Eaubonne est une allée située dans le 14e arrondissement de Paris, en France.

## Situation et accès
L'allée est située sur une emprise de la rue Mouton-Duvernet, entre les rues Pierre-Castagnou et Saillard. Piétonne et végétalisée, elle donne sur la place Jacques-Demy et permet d'établir un lien entre le square de l'Aspirant-Dunand et le square Ferdinand-Brunot.

## Origine du nom
L'allée porte le nom de Françoise d'Eaubonne (1920-2005), militante féministe française.

## Historique
Par délibération du 12 juillet 2024, la voie prend la dénomination de « allée Françoise-d'Eaubonne ».